# Homaliodendron undulatum
Homaliodendron undulatum är en bladmossart som beskrevs av Noguchi 1937. Homaliodendron undulatum ingår i släktet Homaliodendron och familjen Neckeraceae. Inga underarter finns listade i Catalogue of Life.